# Godwill Kukonki
Godwill Kukonki (Stoke-on-Trent, 2008. február 6. –) angol labdarúgó, a Manchester United játékosa.

## Pályafutása

### Klubcsapatokban
A Manchester United csapatához az U9-es szinten csatlakozott, öt éves kora óta volt a csapatnál. A 2023–2024-es szezonban mutatkozott be az U18-as csapatban a Nottingham Forest ellen, háromszor lépett pályára az évad során.
2024. november 24-én, azt követően, hogy jól kezdte a szezont az U18-as kerettel, elutazott a felnőtt csapattal Rúben Amorim első mérkőzésére az Ipswich Town ellen, de végül nem kapott helyet a keretben. December 4-én nevezték először a csapatba, az Arsenal elleni bajnoki során. Amorim kijelentette, hogy a 16 éves védő „készen áll a Premier League-re.” A csapat szezonvégi barátságos mérkőzésein mutatkozott be az ASEAN All Stars ellen, majd 2025 júliusában aláírta első profi szerződését.

### A válogatottban
Kukonki Angliában született, és rendelkezik kongói felmenőkkel. Mindkét válogatottat képviselheti.

## Játékstílus
Kukonki játékstílusában kiemelkedő szerepet játszik erős testalkata és magassága, amelynek köszönhetően dominálni tud a levegőben. Nyugalommal játszik, mikor nála van a labda, mindig tudja hol kell lennie, hogy meg tudja állítani ellenfeleit. Passzolása is kiemelkedő. Ballábas, aminek következtében hasonlították Joško Gvardiolhoz. Közép-, és balhátvédként is tud játszani.

## Statisztika
| Csapat                 | Szezon                 | Bajnokság              | Bajnokság | Bajnokság | FA-Kupa | FA-Kupa | Ligakupa | Ligakupa | Európa | Európa | Egyéb | Egyéb | Összesen | Összesen |
| Csapat                 | Szezon                 | Osztály                | P.        | Gólok     | P.      | Gólok   | P.       | Gólok    | P.     | Gólok  | P.    | Gólok | P.       | Gólok    |
| ---------------------- | ---------------------- | ---------------------- | --------- | --------- | ------- | ------- | -------- | -------- | ------ | ------ | ----- | ----- | -------- | -------- |
| Manchester United      | 2024–2025              | Premier League         | 0         | 0         | 0       | 0       | 0        | 0        | 0      | 0      | 0     | 0     | 0        | 0        |
| Profi karrier összesen | Profi karrier összesen | Profi karrier összesen | 0         | 0         | 0       | 0       | 0        | 0        | 0      | 0      | 0     | 0     | 0        | 0        |